# 上方舞
上方舞（かみがたまい）とは、江戸時代中期（1800年頃）から末期にかけて、上方（関西）で全盛期を迎えた日本舞踊の一種。
上方舞とも地歌舞とも座敷舞ともいうが、それらは明治にできた呼び方で、古くは「舞」と呼ばれた。発生時期は定かではないが、地歌や箏曲の発生時期に近いものとも思われる。なお、江戸唄（長唄・清元など）で踊る江戸地方の踊り、歌舞伎舞踊は江戸中期から後期に発生している。

## 概要
上方舞（または地歌舞・地唄舞・座敷舞）は、元来上方で単に「舞」と呼ばれ、江戸時代の中期（1800年頃）から末期にかけて全盛期を迎えた。江戸時代後期、江戸で歌舞伎の中の舞踊が人気を博してきたことから、それら江戸の舞踊と区別するために「上方舞」「地歌舞」「座敷舞」と呼ばれるようになった。
舞は歴史が古く、白拍子の舞や猿楽などにもルーツがある。西馬音内の盆踊という秋田県下で平家の落人伝承のある地域に伝わる盆踊りは700年の歴史があるとのことで、平家の落人は京都から嫁を迎えていたらしく、この盆踊りもまた京都の舞の影響を受けていると言われていることから、上方の舞も同じく700年前からあったのではないかと考えられる。また、約350年前にはその元となる「御殿舞」が確立していたとも言われている。姫路城に伝えられた御殿舞松本流は松本三左衛門宗七を流祖とし、約350年前には城の中で箏曲を伴奏（舞地という）として舞われていた。
「日本舞踊」というのは明治になって洋行帰りの坪内逍遥が命名した新語であり、それまでは「歌舞伎舞踊」を「踊」、「地歌舞」「上方舞」「座敷舞」を「舞」と言っていたのを1つの言葉にまとめたもの。これらの舞は元々座敷で舞われたもので、着流しで舞うこともあり、全盛期であった江戸時代後半頃は、舞う人達（中流上流の女性達や花柳界の女性達）が普段から裾を引いた着物で舞っていたため、裾引きの着物で舞うこともある。
流派によって基本とするところは様々に分かれる。御殿舞や宮中で雅楽と共に舞う神楽舞の筋を引く流派もあるが、江戸時代中期から後半以降に創流されたものが大半を占める。流派によって能の影響が濃いものや、人形浄瑠璃の所作を取り入れたもの、歌舞伎の要素の強いものなど、それぞれの味わいを個性としている。一般的に歌舞伎舞踊と呼ばれる江戸の踊りが比較的リズミカルな動きをするのに比べ、上方舞は抽象的で内面的（精神的）な表現を重視し、ゆっくりとした動きを特徴としている。
江戸後期から明治以降は長唄（江戸長唄）や清元、常磐津など様々な邦楽を伴奏（舞地という）として使うようになったが、元々は上方で伝えられた地歌や箏曲を舞地として使っていた。筝曲は奈良時代からあり、この点から考えれば、筝曲に舞はついていたであろうと予測できるので、上方舞は奈良時代から続いているとも考えられうる。地歌も歴史は古く、使われる楽器の三味線は「三絃」と呼ぶ。これは三味線という名ができる前の呼び方で、三絃ができる前は琵琶で演奏し歌われていた。最近は「地唄・地唄舞」と書かれることがあるが、本来は「地歌・地歌舞」と書く。元々江戸の「うた」は「唄」の字を使い、上方の「うた」は「歌」を使うことが学術的にも証明されている。現在も舞地として使われる地歌や箏曲の多くは江戸中期から後期、明治初期にできたもの（「雪」「黒髪」「菊の露」「八千代獅子」など）である。「地歌」には大阪の「地歌」と京都の「京地歌」、九州に伝わった「九州地歌」がある。これが元になって「江戸唄（長唄（江戸長唄）・清元・常磐津・河東節・荻江節など）」が江戸時代になってできた。
ちなみに、有吉佐和子『地唄』（有吉は地歌ではなく地唄の用字を使用している）、谷崎潤一郎『細雪』『春琴抄』などの小説の世界にも、上方舞や地歌が登場する。とくに谷崎は地歌や上方舞を愛し、名人 菊原琴治検校に直接、地歌の教授を受けたほどだった。

## 上方舞（地歌舞・座敷舞）の作品系統

### 地歌や箏曲、上方歌を舞地とするもの

#### 端歌物（はうたもの）
端歌・俗曲などのジャンルの端歌ではなく、地歌の中で区別される地歌の中の「端歌」。端という字がついているが、地歌中の地歌ともいうべき曲で、心の内を花鳥風月や景色に託すなど、やや抽象的ともいえる表現を用いている。聞く者にとっていろいろの解釈ができうる要素もあり、専門家の中では一番地歌らしいと言われている。歌は抒情詩といえる。「雪」「こすのと」「菊の露」などがある。

#### 本行物（ほんぎょうもの）
江戸の後期及び明治に作られたもので、能楽を元に作られた地歌。歌詞の一部分、又は多くの部分を能の謡から引いている。そのため物語性が強く、歌詞は叙事詩と言える。端歌物に比べ地歌の中では新しく作られた曲であるため、重厚なものが多く曲も長めだが、本来の地歌とは言い難い。しかし、流派にもよるが、舞としては重きを置いている曲が多く熟練者だけが舞う傾向が強い。「葵上」「融」「善知鳥」などがある。

#### 半太夫もの、繁太夫もの
半太夫は上方で吾妻浄瑠璃として行われた座敷浄瑠璃。繁太夫は宮古路豊後掾の弟子宮古路繁太夫 (寛保の末頃豊美と改姓) が大坂で創始した浄瑠璃。半太夫ものや繁太夫ものは地歌の前にあった半太夫や繁太夫という曲の筋を引いている地歌。「歌舞伎」という名称は明治に作られたもので、元々は芝居と言われていた。芝居の中で使われたものが多いので半太夫ものや繁太夫ものは「芝居もの」とも呼ばれる。「千鳥」「髪漉き」などがある。

#### 作物（さくもの）
軽妙でしゃれのきいた地歌。「蛙」「狸」などがあり、「蛙」はイソップ物語を元に作られたと言われている。

#### 景色もの
景色を歌った曲。地歌にもあり、かつ筝曲にも多い。なお、地歌と箏曲は同じジャンルとされている。「長良の春」「桜川」「千鳥の曲」などがある。

### 地歌以外を舞地とするもの
長唄（江戸長唄）や清元、荻江、小唄など、基本的には古典邦楽を使用する。この場合は座敷舞と呼ぶことが多い。なお、上方歌というのは主に軽めの京地歌を指す言葉で、軽めの地歌（大阪）や箏曲を指すこともある。

## 上方舞（地歌舞・座敷舞）
上方舞の流派のうち山村流、楳茂都流、井上流、吉村流を特に「上方四流」と呼ぶ。また、井上流、篠塚流は京都で生まれた流派で「京舞」とも呼ぶ。

### 山村流
文化3年（1806年）、三代目中村歌右衛門と共に活躍し、当時の上方舞踊界を席巻した上方歌舞伎の振付師・山村友五郎が創始。大阪の花街や商家の子女の習い事として隆盛を極めた。

### 楳茂都流
天保12年（1841年）に楳茂都扇性が創始。

### 井上流
寛政年間（1789年～1801年）に近衛家の風流舞を習った井上サト（初世井上八千代）が創流。舞妓による流派。明治時代にはそれまで勢力をもっていた篠塚流に代わり井上流が繁栄した。祇園万亭（現・一力亭）の主人・杉浦治郎右衞門と三世井上八千代が集団の踊りを公開した都をどりは有名で今も続けられている。四世井上八千代と五世井上八千代は人間国宝。

### 吉村流
幕末に京都の御所に出仕した狂言師が始めた御殿舞を源流とし、明治初期に吉村ふじが大阪南地の花街宗右衛門町にて創始。四世吉村雄輝は人間国宝、文化功労者。現在家元は吉村輝之。

### 篠塚流
文化・文政年間（1804年〜1830年）に、上方歌舞伎所作事の振付師・篠塚文三郎が創始した京舞最古の流派。一度絶えた後、昭和38年（1963年）に名前を買い取ることによって篠塚流の名前が復活している。

### 小川流
上方歌舞伎の振付師であった小川理右衛門から発展した流派。大阪に勢力を持つ。

### 神崎流
神崎恵舞が昭和12年（1937年）に創始。東京に稽古場を設け、上方舞を東京に広めた。神崎流の流れを組む流派として、扇崎流、音枝流、閑崎流、出雲流、花崎流、川口流などがある。

### 古澤流
約350年前から姫路城に伝わった御殿舞松本流を受け継ぎ、昭和に入って初代家元・古澤侑が兵庫県宝塚を拠点として創設。関西と関東で稽古場を開設している。古澤侑は品格の高い色香のある舞手として数々の賞を受賞した。現在二世家元の古澤侑峯は幼少より御殿舞松本流を収め、グリーンリボン賞・文化庁大阪文化賞・京都芸術賞を受賞。源氏物語54帖を舞にした「源氏舞」の作者及び振付、演者として知られている。

### 大和流
御殿舞松本流の名取だった大和松蒔が平成元年（1989年）に創始。神戸で活躍。

### 葛流
日本舞踊藤間流の名取だった葛タカ女が平成13年（2001年）に創始。東京を拠点としている。

### 立花流
立花青昇が平成10年（1998年）に創設。御殿舞を習得し、後に立花流を創設。創作上方舞「能を舞ふ」を毎年公演している。

## 参考資料
- 藤田洋『日本舞踊ハンドブック』三省堂、2001年、33頁、89頁、91頁、96頁、104-106頁。
- 福井栄一『上方学 ～ 知ってはりますか、上方の歴史とパワー』2003年、ＰＨＰ研究所、ISBN 978-4569578842、214頁